# Efekt světélkující rybky
Efekt světélkující rybky (v anglickém originále The Luminous Fish Effect) je čtvrtý díl první řady amerického televizního seriálu Teorie velkého třesku. V této epizodě hostují Laurie Metcalf, Mark Harelik a Sierra Edwards. Režisérem epizody je Mark Cendrowski.

## Děj
Sheldon na univerzitě urazí svého nového nadřízeného, Dr. Gablehausera (Mark Harelik), a je propuštěn. V rámci domácího pobytu se pak začne věnovat novým zájmům - zkoumá vajíčka, pořídí si tkalcovský stav a přemýšlí o "vynálezu" svítící rybky. Leonard se z obavy o něj rozhodne zavolat Sheldonově matce (Laurie Metcalf). Celá parta je po jejím příjezdu překvapená, že není stejná jako Sheldon, tedy že je pečující, milou, milující křesťanskou matkou. Po několika naléháních nakonec Sheldona přesvědčí, aby šel na univerzitu a svému nadřízenému se omluvil. Sama toho pak využije k flirtu s Dr.Gablehauserem. Sheldon je přijat zpátky na univerzitu a v závěru epizody je viděn usínající ve své posteli se svítící rybičkou vedle na skříňce.

## Obsazení
| Johnny Galecki | Leonard Hofstadter |
| Jim Parsons    | Sheldon Cooper     |
| Kaley Cuoco    | Penny              |
| Simon Helberg  | Howard Wolowitz    |
| Kunal Nayyar   | Raj Koothrappali   |
| Laurie Metcalf | Mary Cooper        |
| Mark Harelik   | dr.Gablehauser     |
| Sierra Edwards | Summer             |